# Сахелмціпо-Університеті (станція метро)
41°43′21″ пн. ш. 44°43′03″ сх. д. / 41.72250° пн. ш. 44.71750° сх. д.
Сахелмціпо-Університеті або Державний Університет (груз. სახელმწიფო უნივერსიტეტი) — кінцева 23-тя станція Тбіліського метрополітену, розташована за станцією Важа-Пшавела. 7-ма станція Сабурталінської лінії, відкрита 16 жовтня 2017 року.

## Історія
Будівництво розпочато в 1985 році в 3-му кварталі району Сабуртало. Основні роботи виконані ще за часів СРСР.
У 1993 році станція була законсервована і добудова не велась до 2015 року.
Кошти на добудову виділені Азійським банком розвитку.
Станцію було відкрито 16 жовтня 2017 року.
Односклепінна станція глибокого закладення (глибина закладення — 47 м) з однією острівною платформою. За станцією розташовані оборотні тупики.
Єдиний вестибюль, вбудований у підземний перехід під рогом вулиці Сандро Еулі і проспекту Важа-Пшавела, сполучено з платформою тристрічковим ескалатором. 